# Ulysse Waterlot
Ulysse Waterlot, né le 22 juin 1939 à Quaregnon, est un violoniste, compositeur et chef d'orchestre belge.

## Biographie
Issu d'une famille imprégnée de musique, il étudie le violon au Conservatoire royal de Monspuis remporte un nombre important de concours. Il commence ensuite une carrière de soliste et se voit en même temps invité régulièrement comme premier violon dans l'Orchestre de la radio-télévision belge. Il étudie ensuite la direction d'orchestre et effectue ses premières prestations en tant que chef d'orchestre à la tête de différents ensembles en Belgique et à l'étranger.
Il fonde l'orchestre de chambre de Waterloo dont il assume la direction musicale et avec lequel il se produit dans plus de 40 concerts par saison tant en Belgique qu'à l'étranger. Il participe aussi à de nombreux festivals dont le Brussels summer festival.
Directeur artistique et chef de l'orchestre de chambre Waterloo, de l'orchestre des solistes de Waterloo et de la Petite Chapelle d'Argenteuil, Ulysse Waterlot est également professeur honoraire du Conservatoire royal de Mons. Il a réalisé une discographie allant de la musique sacrée à la musique Belle Époque en passant par les messes de Joseph Haydn, Franz Schubert et Wolfgang Amadeus Mozart.